# Лавз (сын Нумитора)
Лавз (лат. Lausus; также Эгест др.-греч. Αἴγεστος) — персонаж древнеримской мифологии. Сын царя Альба-Лонги Нумитора и брат Реи Сильвии. Был убит на охоте дядей Амулием, позже был отомщён Ромулом и Ремом. Исследователи считают данного персонажа поздней вставкой в легенду.

## Биография
Лавз был сыном и наследником царя Альба-Лонги Нумитора и братом Реи Сильвии. Однако его дядя Амулий отстранил от власти своего старшего брата и сам стал править Альба-Лонгой. Позже узурпатор пригласил «взрослеющего сына» своего брата на охоту, где он заранее устроил засаду. Лавз был убит подручными своего дяди, а виноватыми в его смерти объявили разбойников. Хотя Амулий и пытался скрыть правду о смерти племянника, рассказы об убийстве ширились среди его подданных и дошли до Нумитора. Последний решил отложить месть за сына до подходящего случая. Позже тиран был убит племянниками Лавза — Ромулом и Ремом.

## Этимология имени
Исследователь Поль Мартин считал Лавза поздней вставкой в легенду, он указывал, что сын Нумитора отсутствует в рассказе Плутарха. История, изложенная херонейским писателем, основывалась на труде греческого историка Диокла Пепарефского, который также был источником для первого римского историка — Квинта Фабия Пиктора. В работах более поздних авторов имя царевича разнится, Дионисий Галикарнасский называет его Эгестом (Αἴγεστος), как и Дион Кассий (Αἰγέστης), а Псевдо-Плутарх со ссылкой на «Италийскую историю» Аристида Милетского называет его в искажённой форме Энитом (Αἴνιτος). Однако поэт Овидий называет сына Нумитора Лавзом (Lausus), а в произведениях Тита Ливия и Страбона он остаётся безымянным.
Поль Мартин называл оба имени царевича универсальными, которые носили разные мифологические герои. Имя Лавз носил другой царевич, погибший в «расцвете сил» — сын царя тирренов Мезенция, убитый в бою Энеем. Само имя учёный считал латинским, указывая на схожесть с Лавинием и Лаврентом. По мнению Мартина, сын Нумитора был введён в историю, чтобы подчеркнуть образ Амулия как тирана.
Историк Иван Нетушил, анализируя имена персонажей мифа об основании Рима, указывал на обилие нелатинских имён. Так учёный считал, что появление в мифе имени Эгест связано как-то с мифами Сицилии. Так это имя идентично одному из вариантов написания имени соратника Энея и основателя Сегесты — Эгеста. Также Дионисий Галикарнасский, со ссылкой на сицилийского историка Тимея из Таврометия, приводит ещё одну легенду связанную с Альба-Лонгой, где фигурирует имя Эгест. Так звали предводителя 600 семейств, которые решили вернуться из Альба-Лонги обратно в Лавиний ради культа местных пенатов. Также Нетушил отмечал, что мужские персонажи легенды об основании Рима, включая и Лавза, носят только одно имя, в отличие от других героев ранней истории Рима, носящих два имени.